# 乔纳·塞尼兰加卡利
乔纳·塞尼兰加卡利（1929年11月8日—2011年10月26日），男，斐济政治人物，曾任斐济总理。